# Viktor Orta
Viktor Pjer Orta (Viktor, Baron Orta nakon 1932; 6. januar 1861. - 9. avgust 1947) bio je belgijski arhitekta i dizajner; jedan od prvih i vodećih umetnika secesije. On je prvi odbacio istoricizam u arhitekturi i prihvatio upotrebu novih materijala, čime je udario temelje moderne arhitekture. Njegov Hotel Tasel u Briselu iz 1892.-3. godine je bio prvo delo na kojem je Orta primenio bogatu dekoraciju biljnih oblika i time spojio dekorativne umetnosti i arhitekturu što je snažno uticalo na Ektor Gimara koji je ovaj stil proneo Francuskom i dalje.
Godine 1932. Albert I od Belgije, mu je za njegove zasluge u arhitekturi dodelio titulu barona. Četiri građevine Viktora Orte u Briselu su upisane na Uneskov spisak lokacija Svetske baštine u Evropi 2000. godine.

## Život i delo
Viktor Orta je bio sin obućara Henricija Kopietersa Petrusa Orte, i od 1874. - 1877. je pohađao školu Koninklijk Atheneum an de Otograkt u Gentu. Godine 1878. se preselio u Pariz, gde je radio kao dizajner interijera. Ovde se posebno zainteresirao za umetnost impresionista i mogućnosti izgradnje od čelika i stakla. Orta se vratio u Belgiju nakon što je njegov otac umro 1880. godine i naselio se u Briselu, te počeo da studira na Akademiji likovnih umetnosti, koju završava 1884. godine sa zlatnom medaljom. Oženio se 1885. godine i dobio kćer Simon (1890). U Briselu, Horta se sprijateljio s Polom Hankarom. Sa svojim profesorom Alfonson Balatom, kraljevskim arhitektom, dizajnirao je kraljevski staklenik u Lakenu - prvi sustret sa konstrukcijom od čelika i stakla.
Godine 1893, Orta je sagradio gradsku kuću, Otrik vilu za svog prijatelja Eugena Otrika. Unutrašnjost je imala tradicionalni tlocrt, zbog ograničenog budžeta, ali fasada je previdela neke od elemenata koje je razvio u potpunom stilu Art Nuva, uključujući gvozdene stubove i keramičke cvetne dizajne. Godine 1894, Orta je izabran za predsednika Centralnog društva belgijske arhitekture, iako je sledeće godine podneo ostavku nakon spora nastalog kada mu je dodeljena provizija za dečiji vrtić u ulici Rue Saint-Ghislain/Sint-Gissleinsstraat u okrugu Marol/Marolen Brisela, bez javnog konkursa.
Godine 1885. Orta je počeo da radi na vlastitim dizajnima te su iste godine nastale tri kuće u Gentu (u ulici Tvalfkamerenstrat 45.-47.). Odlučio je da odustane od projektovanja kuća za bogate klijente i počeo se naticati na natecajima za javne projekte, uključujući i natecanje za Prirodoslovni muzej 1887. godine. Tokom ovog razdoblja već su se u njegovim projektima mogao videti karakterističan zaobljeni oblik linije. Druga inspiracija Orti je bilo upoznavanje sa umetnošću secesije izložbom u 1892. godine. Godine 1893. je dizajnirao Hotel Tasel (nazvan po naručitelju - profesoru Emilu Taselu) - prva zgrada u stilu art nuva. Godine 1894. Horta vodi Société Centrale d'Architecture de Belgique (Belgijsko društvo arhitekata).

Tokom svog života, Orta je bio pod velikim uticajem francuskog teoretičara arhitekture Ežen Viole le Dika, sa čijim idejama se potpuno identifikovao. Godine 1925, napisao je:
Od 1840. godine, teorije Viole le Dika su oštra, precizna i konstruktivna analiza svakog elementa u arhitekturi, dovodeći čitavu arhitekturu do njenog apsolutnog porekla – konstrukcije iz koje može nastati bilo koji oblik umetnosti.
U svom životu je držao mnoge javne funkcije, kao što je direktor Akademije likovnih umetnosti u Briselu i profesor na Institutu lepih umetnosti u Antverpenu. Godine 1906. se rastao od prve žene, a dve godine kasnije oženio je Šveđanku Juliju Karlson. Godine 1916. se preselio u SAD, a vraća se u Belgiju u januaru 1919. godine. Godine 1932. od kralja Alberta od Belgije dobio je naslov barona. Umro je 8. septembra 1947, a sahranjen je u groblju Iksels u Briselu.
Orta je dizajnirao mnoge kuće i trgovine u Briselu i drugim gradovima. Neke od njih su uništene u požarima ili porušene u vrijeme kad je moda za secesiju prošla, ali mnoge od njih još uvek postoje, kao što su građevine Viktora Orte u Briselu.

## Art Nuva

### Hotel Tasel (1892–1893)
Nakon uvođenja art nuva na jednoj izložbi održanoj 1892, Orta je bio inspirisan. Radeći na projektu dizajna kuće za profesora Emila Tosela, on je pretočio svoje nedavne uticaje u Hotel Tasel, koji je kompletiran 1893. godine. Dijan je imao revolucionarni raspored podova otvorenog tipa za kuću u to vreme, i inkorporirao je unutrašnju gvozdenu konstrukciju sa zakrivljenim botaničkim oblicima, koji su kasnije opisiani kao „biomorfični zamah”. Ukrasni i detaljni dizajni i prirodno osvetljenje bili su skriveni iza kamene fasade kako bi se zgrada uskladila sa konvencionalnijim kućama u susedstvu. Ova zgrada je od tada prepoznata kao prvo pojavljivanje secesije u arhitekturi. Godine 2000. proglašen je, zajedno sa još tri gradske kuće projektovane ubrzo nakon toga, za Uneskovu lokaciju svetske baštine. Pri imenovanju ovih lokacija UNESCO je objasnio: „Stilsku revoluciju koju predstavljaju ova dela karakteriše njihov otvoreni plan, difuzija svetlosti i briljantno spajanje zakrivljenih linija dekoracije sa strukturom zgrade.“
- Fasada hotela Tasel, Brisel (1893)
- Stepenište hotela Tasel
- Pod hotela Tasel, sa karakterističnim biljnim dizajnom

### Hotel Solvej (1898–1900)
Hotel Solvaj, na aveniji Luiz/Luizalan u Briselu, izgrađen je za Armanda Solvaja, sina hemičara i industrijalca Ernesta Solvaja. Orta je imao praktično neograničen budžet i koristio je najegzotičnije materijale u neobičnim kombinacijama, kao što su mermer, bronza i retko tropsko drvo u dekoraciji stepeništa. Zidove stepeništa je ukrasio slikar poentalista Teo van Riselberg. Orta je dizajnirao svaki detalj, uključujući bronzano zvono na vratima i kućni broj, kako bi odgovarao celokupnom stilu.
- Ulaz u hotel Solvej, Brisel (1898–1900)
- Fasada hotela Solvej
- Dizajn enterijera Hotela Solvej od strane Horte
- Zvono na vratima hotela Solvej

### Hotel Van Itveld (1898–1900)
Hotel van Itveld se smatra jednom od Ortinih najuspešnijih i najinovativnijih zgrada, zbog veoma originalnog enterijera Zimske bašte i maštovitih detalja u celom delu. Otvoreni tlocrt hotela Van Itveld je bio posebno originalan i nudio je obilje svetlosti, kako horizontalno tako i vertikalno, i odličan osećaj prostora. Centralni dvor se penjao u visinu zgrade, donoseći svetlost sa krovnog prozora iznad. Na glavnom spratu, saloni ovalnog oblika bili su otvoreni prema dvorištu, a takođe su dobijali svetlost iz velikih erkera. Bilo je moguće pogledati sa jedne strane zgrade na drugu iz bilo kog salona na glavnom spratu.
- Fasada Hotel van Itveld, Brisel (1898–1900)
- Detalj Zimskog vrta hotela van Itveld
- Zimski vrt hotela van Iveld
- Vrata sa vitražima
- Detalj fasade Hotel van Itveld

### Ortina kuća i atelje (1898–1901)
Ortina kuća i atelje, sada Ortin muzej, bila je Ortina rezidencija i kancelarija, i svakako je bila skromnija od ostalih kuća, ali je imala svoje originalne karakteristike i podjednako finu izradu i majstorstvo u detaljima. On je napravio neobične kombinacije materijala, kao što su drvo, gvožđe i mermer u dekoraciji stepeništa.
Novi element u Ortinim kućama, a potom i njegovim većim zgradama, bila je njegova potraga za maksimalnom transparentnošću i svetlošću, nešto što je često teško postići sa uskim gradilištima u Briselu. To je postigao korišćenjem velikih prozora, svetlarnika, ogledala, a posebno svojim otvorenim tlocrtom, koji je unosio svetlost sa svih strana i odozgo.
- Detalj vrata Ortinog muzeja, Brisel (1898–1901)
- Ortin muzej, koji se sastoji od Hortine rezidencije i radionice jedna pored druge
- Stepenište i svetlarnik Ortinog muzeja
- Balkon Ortinog muzeja

## Nagrade
- 1919
  - Službenik krunskog reda.[13]
  - Member of the Royal Academy of Science, Letters and Fine Arts of Belgium[14]
- 1920 : Oficir Leopoldovog reda.[13]
- 1925 : Direktor klase lepih umetnosti; Kraljevskai akademija nauka, pismenosti i finih umetnosti Belgije.[14]
- 1932 : Imenovanje u zvanje Baron Orta putem kraljevske proklamacije.

## Galerija
- Брамсоv nadgrobni spomenik u Centralnom Bečkom groblju koji je dizajnirao Orta
- Muzej umetnosti u Turnu (1928)

## Literatura
- Aubry, Françoise; Vandenbreeden, Jos (1996). Horta — Art Nouveau to Modernism. Ghent: Ludion Press. ISBN 978-0-8109-6333-7.
- Cuito, Aurora (2003). Victor Horta. New York: Te Neues Publishing Company. ISBN 978-3-8238-5542-2.
- Dernie, David (1995). Victor Horta. Chichester: John Wiley & Sons. ISBN 978-1-85490-418-8.
- Bogaert C., Lanclus K. & Verbeeck M. met medewerking van Linters A. 1979: Inventaris van het cultuurbezit in België, Architectuur, Stad Gent, Bouwen door de eeuwen heen in Vlaanderen 4NB Z-W, Brussel – Gent
- Culot, Maurice; Pirlot, Anne-Marie (2005). Bruxelles Art Nouveau (на језику: француски). Brussels: Archives d'Architecture Moderne. ISBN 978-2-87143-126-8.
- Fahr-Becker, Gabriele (2015). Art Nouveau. Rheinbreitbach: H.F. Ullmann. ISBN 978-3-8480-0834-6.
- Giedion, Sigfried (1941). Space Time and Architecture. Cambridge, MA: Harvard University Press. ISBN 978-0-67403-047-3.
- Oudin, Bernard (1994). Dictionnaire des Architectes (на језику: француски). Paris: Seghers. ISBN 978-2-232-10398-8.
- Riley, Noël (2004). Grammaire des Arts Décoratifs (на језику: француски). Paris: Flammarion. ISBN 978-2-08-011327-6.
- Sembach, Klaus-Jürgen (2013). L'Art Nouveau- L'Utopie de la Réconciliation (на језику: француски). Cologne: Taschen. ISBN 978-3-8228-3005-5.
- Thiébaut, Olivier (2007). Un Ensemble Art Nouveau - La Donation Rispal (на језику: француски). Paris: Musée d'Orsay - Flammarion. ISBN 978-2-08-011608-6.
- Victoir, Jef; Vanderperren, Jos (1992). Henri Beyaert: Du classicisme à l’art nouveau (на језику: француски). St Martens-Latem: Editions de la Dyle. ISBN 978-90-801124-1-4.

## Spoljašnje veze
- Muzej Horta
- Biografija Viktora Orte Архивирано на веб-сајту  (19. септембар 2021)